# Rzeszotko
Rzeszotko (prononciation : [ʐɛˈʂɔtkɔ]) est un village polonais de la gmina d'Ojrzeń dans le powiat de Ciechanów de la voïvodie de Mazovie dans le centre-est de la Pologne.
Il se situe à environ 4 kilomètres au nord-ouest d'Ojrzeń (siège de la gmina), 13 kilomètres au sud-ouest de Ciechanów (siège du powiat) et à 72 kilomètres au nord-ouest de Varsovie (capitale de la Pologne).

## Histoire
De 1975 à 1998, le village appartenait administrativement à la voïvodie de Ciechanów.